# Сборная Уругвая по пляжному футболу
Сборная Уругвая по пляжному футболу (исп. Selección de fútbol playa de Uruguay) — национальная команда, которая представляет Уругвай на международных соревновательных дисциплинах по пляжному футболу. Управляется Уругвайской футбольной ассоциацией. Уругвай 17 раз участвовал в чемпионатах мира, где его лучшим результатом является второе место, полученное на турнирах 1996, 1997, 2006 годов.
По состоянию на март 2024 года Уругвай в мировом рейтинге пляжного футбола занимает 19 место.

## История

### Золотая эра (1995—2011)
Дебют Уругвая на международном уровне состоялся на историческом первом розыгрыше чемпионата мира 1995 года в Бразилии. Тогда команда на групповом этапе обыграла Нидерланды (8:4), но уступила Италии (6:7) и Бразилии (4:7), что не позволило команде выйти в следующий раунд.
Золотое время для пляжного футбола Уругвая пришлось на первое десятилетие после начала выступлений. Несмотря на то, что команда никогда не побеждала розыгрышах чемпионатов мира, в её активе есть семь медалей (включая два турнира под эгидой ФИФА). Трижды команда выходила в финал, где в 1996, 1997 и 2006 годах уступала Бразилии. Ещё четыре раз команда побеждала в матче за третье место на турнирах 1998, 1999, 2002, 2007 годов.
Цвета Уругвая в 1990-е годы защищали такие известные футболисты как Венансио Рамос и Густаво Матосас, которые становились лучшими бомбардирами пляжных мундиалей 1997 и 1999 годов соответственно. Рамос впоследствии станет тренером Уругвая, встав у руля команды в марте 2006 года. Ключевыми уругвайскими футболистами Уругвая к концу 2000-х годов являлись Памперо, Диего Монсеррате, Коко и Рикар. Капитаном команды на турнире 2009 года являлся Херман Паррильо.
С начала розыгрыша мундиаля в 1995 году Уругвай являлся неизменным участником всех 15 розыгрышей, вплоть до турнира 2009 года в ОАЭ. После этого у команды начался спад и она не попадала на чемпионат мира в течение десяти лет.

### Эра стагнации (2009—2019)
Уругвай терпел неудачи на четырёх подряд отборочных кампаниях к чемпионату мира. На домашних для себя Южноамериканских пляжных играх 2009 года Уругвай занял третье место, в решающем матче обыграв Колумбию (9:3).
Новым главным тренером в январе 2010 года стал Фернандо Роза. С 2013 по 2019 год тренировал команду Мигель Агирре Сабала. На Кубке Винья-дель-Мар 2015 года Уругвай занял последнее четвёртое место. Дважды команда была участником Южноамериканского кубка, где в 2015 году заняла пятое место, а в 2016 году — третье. На первом розыгрыше Кубка Америки под эгидой КОНМЕБОЛ в 2016 году команда заняла четвёртое место, а в 2018 году финишировала третьей.
В 2018 и 2019 годах Уругвай дважды побеждал на китайско-латиноамериканском кубке.

### Возвращение на мундиаль

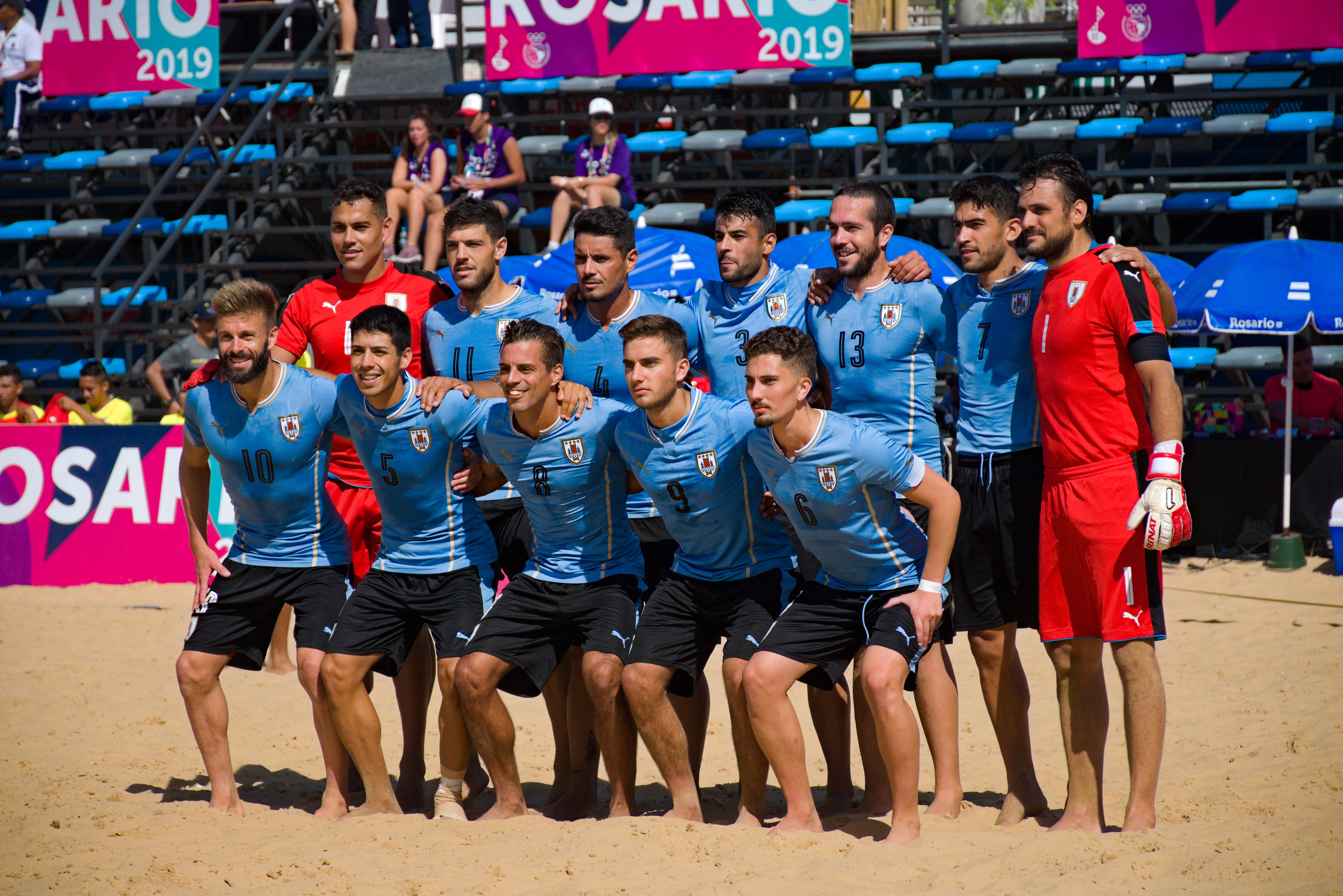
Уругвай в 2019 году

На квалификационном турнире к чемпионату мира 2019 года команда сумела выйти в финал, где уступила Бразилии с разгромным счётом 1:10. Несмотря на поражение команде удалось вернуться на чемпионат мира и получить путёвку на первые Всемирные пляжные игры благодаря лучшей позиции в рейтинге.
На Всемирные игры 2019 года, состоявшиеся в августе в Катаре, Уругвай отправился без опытных игроков Густаво Себе и Гастона Ладуче. Там команда выступила крайне неудачно, проиграв все матчи группы — Японии (2:7), России (3:5) и Сальвадору (2:5).
На свой первый за 10 лет мундиаль Уругвай отправился с сильнейшими игроками, такими как Густаво Себе, Гастон Ладуче и Николас Белла. В Парагвае команда успешно прошла группу, обыграв Мексику (1:0) и Италию (4:3), но тем не менее в последней игре оказалась слабее Таити (4:6). На стадии 1/4 финала южноамериканцы попали на Японию, которая прошла в следующий раунд победив Уругвай со счётом 3:2.

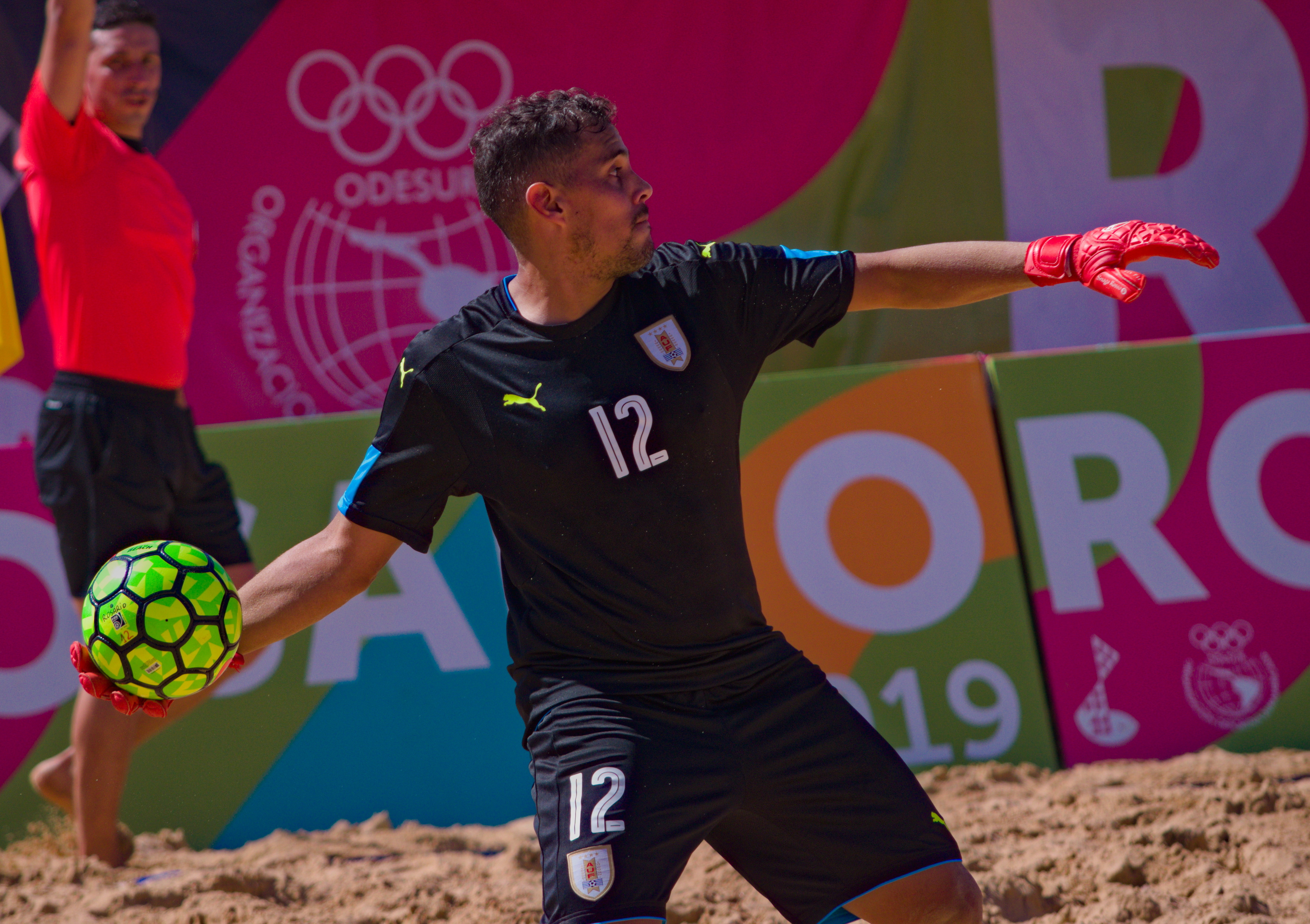
Вратарь Алехандро Герреро

В ноябре 2020 года тренерами сборной были назначены экс-футболисты Герман Паррильо и Леандро Ортис, представлявшие Уругвай в пяти розыгрышах мундиаля с 2005 по 2009 год. Под их руководством команда выполнила задание выйти на чемпионат мира 2021 года в Москве. Первый матч на групповом этапе команда проиграла сенегальцам (1:6), но затем добыла две победы над Оманом (4:2) и сенсационную над чемпионами мира — сборной Португалии (7:6). Решающий гол забил вратарь Алехандро Герреро, который зарабатывает себе на жизнь работой таксистом. Мундиаль 2021 года, как и предыдущий турнир, уругвайцы вновь покинули на стадии четвертьфинала, где на этот раз разгромно уступили Швейцарии (1:10).
Рекордсменом по количеству сыгранных турниров (шесть) и матчей (27) в составе Уругвая на чемпионатах мира является Матиас Кабрера.

## Состав
Состав на Кубке Америки 2023 года.
| №  | Игрок             | Дата рождения | Клуб      |
| -- | ----------------- | ------------- | --------- |
| 1  | Джонатан Диас     | 26.4.1996     | Малвин    |
| 2  | Ричард Катардо    | 15.12.1988    | Малвин    |
| 3  | Сантьяго Миранда  | 10.8.1992     | Пеньяроль |
| 4  | Факундо Абад      | 12.11.1996    | Серрито   |
| 5  | Гастон Ладюш      | 6.7.1995      | Малвин    |
| 6  | Агустин Кинта     | 23.1.1999     | Данубио   |
| 7  | Луис Кинта        | 10.5.1990     | Данубио   |
| 8  | Гонсало Казе      | 25.3.1986     | Серрито   |
| 9  | Андрес Лаенс      | 4.10.1997     | Данубио   |
| 10 | Игнасио Ди Белло  | 5.3.1991      | Малвин    |
| 11 | Николас Белла     | 2.3.1987      | Пеньяроль |
| 12 | Алехандро Герреро | 29.3.1987     | Данубио   |

## Достижения
Чемпионат мира по пляжному футболу:
- Второе место: 1996, 1997, 2006
- Третье место: 1998, 1999, 2002, 2007

Латинский кубок по пляжному футболу
- Первое место: 2011

Мундиалито по пляжному футболу:
- Третье место: 1999

Кубок Америки по пляжному футболу:
- Третье место: 2018

Южноамериканский кубок по пляжному футболу:
- Третье место: 2016

## Статистика

### Чемпионат мира
| Год   | Результат              | И                      | В                      | П                      | ГЗ                     | ГП                     |
| ----- | ---------------------- | ---------------------- | ---------------------- | ---------------------- | ---------------------- | ---------------------- |
| 1995  | Групповой этап         | 3                      | 1                      | 2                      | 18                     | 18                     |
| 1996  | Финалист               | 5                      | 2                      | 3                      | 19                     | 16                     |
| 1997  | Финалист               | 5                      | 3                      | 2                      | 22                     | 24                     |
| 1998  | 3-е место              | 6                      | 3                      | 3                      | 22                     | 25                     |
| 1999  | 3-е место              | 5                      | 4                      | 1                      | 24                     | 16                     |
| 2000  | Групповой этап         | 2                      | 1                      | 1                      | 8                      | 9                      |
| 2001  | Групповой этап         | 2                      | 0                      | 2                      | 1                      | 8                      |
| 2002  | 3-е место              | 5                      | 3                      | 2                      | 27                     | 21                     |
| 2003  | Групповой этап         | 3                      | 2                      | 1                      | 9                      | 9                      |
| 2004  | 1/4 финала             | 3                      | 1                      | 2                      | 8                      | 13                     |
| 2005  | 1/4 финала             | 3                      | 2                      | 1                      | 15                     | 11                     |
| 2006  | Финалист               | 6                      | 3                      | 3                      | 22                     | 20                     |
| 2007  | 3-е место              | 6                      | 4                      | 2                      | 15                     | 17                     |
| 2008  | 1/4 финала             | 4                      | 2                      | 2                      | 20                     | 18                     |
| 2009  | 4 место                | 6                      | 3                      | 3                      | 26                     | 31                     |
| 2011  | не прошла квалификацию | не прошла квалификацию | не прошла квалификацию | не прошла квалификацию | не прошла квалификацию | не прошла квалификацию |
| 2013  | не прошла квалификацию | не прошла квалификацию | не прошла квалификацию | не прошла квалификацию | не прошла квалификацию | не прошла квалификацию |
| 2015  | не прошла квалификацию | не прошла квалификацию | не прошла квалификацию | не прошла квалификацию | не прошла квалификацию | не прошла квалификацию |
| 2017  | не прошла квалификацию | не прошла квалификацию | не прошла квалификацию | не прошла квалификацию | не прошла квалификацию | не прошла квалификацию |
| 2019  | 1/4 финала             | 4                      | 2                      | 2                      | 11                     | 12                     |
| 2021  | 1/4 финала             | 4                      | 2                      | 2                      | 13                     | 24                     |
| 2024  | не прошла квалификацию | не прошла квалификацию | не прошла квалификацию | не прошла квалификацию | не прошла квалификацию | не прошла квалификацию |
| 2025  | ожидается              | ожидается              | ожидается              | ожидается              | ожидается              | ожидается              |
| Всего | 17/23                  | 72                     | 38                     | 34                     | 280                    | 292                    |

### Квалификация на чемпионат мира
| Год   | Результат      | И  | В  | П  | ГЗ  | ГП  |
| ----- | -------------- | -- | -- | -- | --- | --- |
| 2005  | Финалист       | 5  | 4  | 1  | 22  | 11  |
| 2006  | Финалист       | 7  | 4  | 3  | 23  | 32  |
| 2007  | Финалист       | 3  | 2  | 1  | 11  | 7   |
| 2008  | 3-е место      | 4  | 2  | 2  | 16  | 18  |
| 2009  | Финалист       | 5  | 3  | 2  | 18  | 17  |
| 2011  | Групповой этап | 3  | 1  | 2  | 14  | 10  |
| 2013  | 6-е место      | 4  | 1  | 3  | 15  | 19  |
| 2015  | 5-е место      | 6  | 4  | 2  | 25  | 25  |
| 2017  | 8-е место      | 6  | 2  | 4  | 27  | 29  |
| 2019  | Финалист       | 6  | 4  | 2  | 23  | 31  |
| 2021  | Финалист       | 6  | 5  | 1  | 17  | 12  |
| Всего | 11/11          | 55 | 32 | 23 | 211 | 211 |

### Рейтинг
В таблице приводятся места Уругвая в рейтинге BSWW по пляжному футболу по завершении каждого года.
| 2013 | 2014 | 2015 | 2016 | 2017 | 2018 | 2019 | 2020 | 2021 | 2022 | 2023 |
| ---- | ---- | ---- | ---- | ---- | ---- | ---- | ---- | ---- | ---- | ---- |
| 38   | 19   | 25   | 38   | 37   | 23   | 13   | 11   | 9    | 10   | 15   |